# 새 구두를 사야해
새 구두를 사야해(일본어: 新しい靴を買わなくちゃ 아타라시이쿠쓰오카와나쿠차[*])는 2012년 공개된 일본의 로맨틱 코미디 영화이다. 프랑스 파리를 방문한 사진 작가 남성과 현지 거주의 일본인 여자가 만나 함께 보내는 3일간을 그리는 작품이다.

## 배역

### 주연
- 나카야마 미호 - 테시가하라 아오이 역
- 무카이 오사무 - 야가미 센 역
- 기리타니 미레이 - 스즈메 역
- 아야노 고 - 캉고 역

### 조연
- 아만다 플러머 - 조앤 역

## 제작
평소부터 친분이 있던 기타가와 에리코, 이와이 슌지, 나카야마 미호 3자간에 파리를 무대로 한 영화의 이야기가 있었다. 공개하기 5년 전부터 있던 기획이었지만, 그동안 감독을 맡은 기타가와 에리코와 주연을 맡은 나카야마의 다른 영화에 출연 등의 이유로 연기되었다. 스케줄의 형편상, 기타가와 감독 작품 《하프웨이》가 본작보다 먼저 제작, 공개되었다. 2009년에는 이야기의 원작이라고 볼 수 있는 구라모치 후사코의 만화가 잡지 an·an에 게재되었고, 3년 후인 2012년에 파리에서 촬영되었다.